# Список умерших в 1127 году

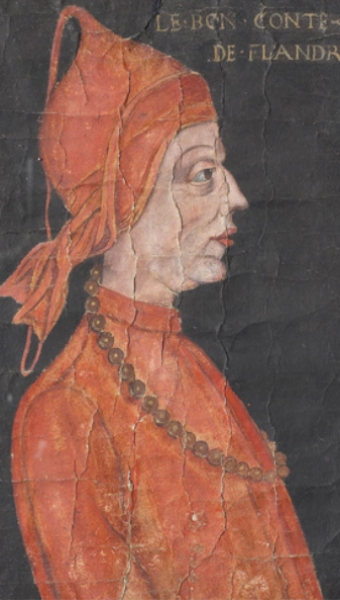
Карл I Фландрский

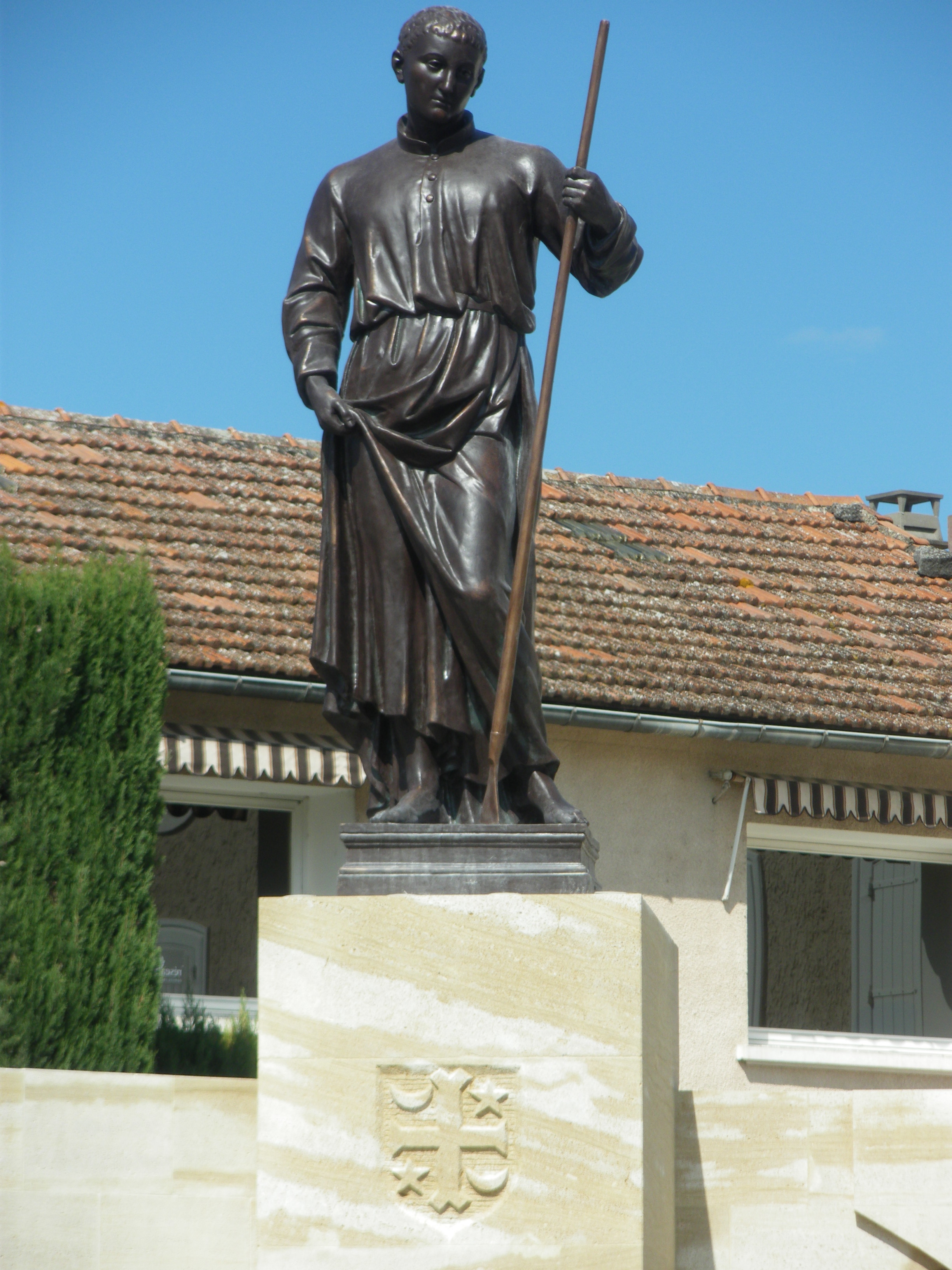
Святой Жан из Ле-Босе

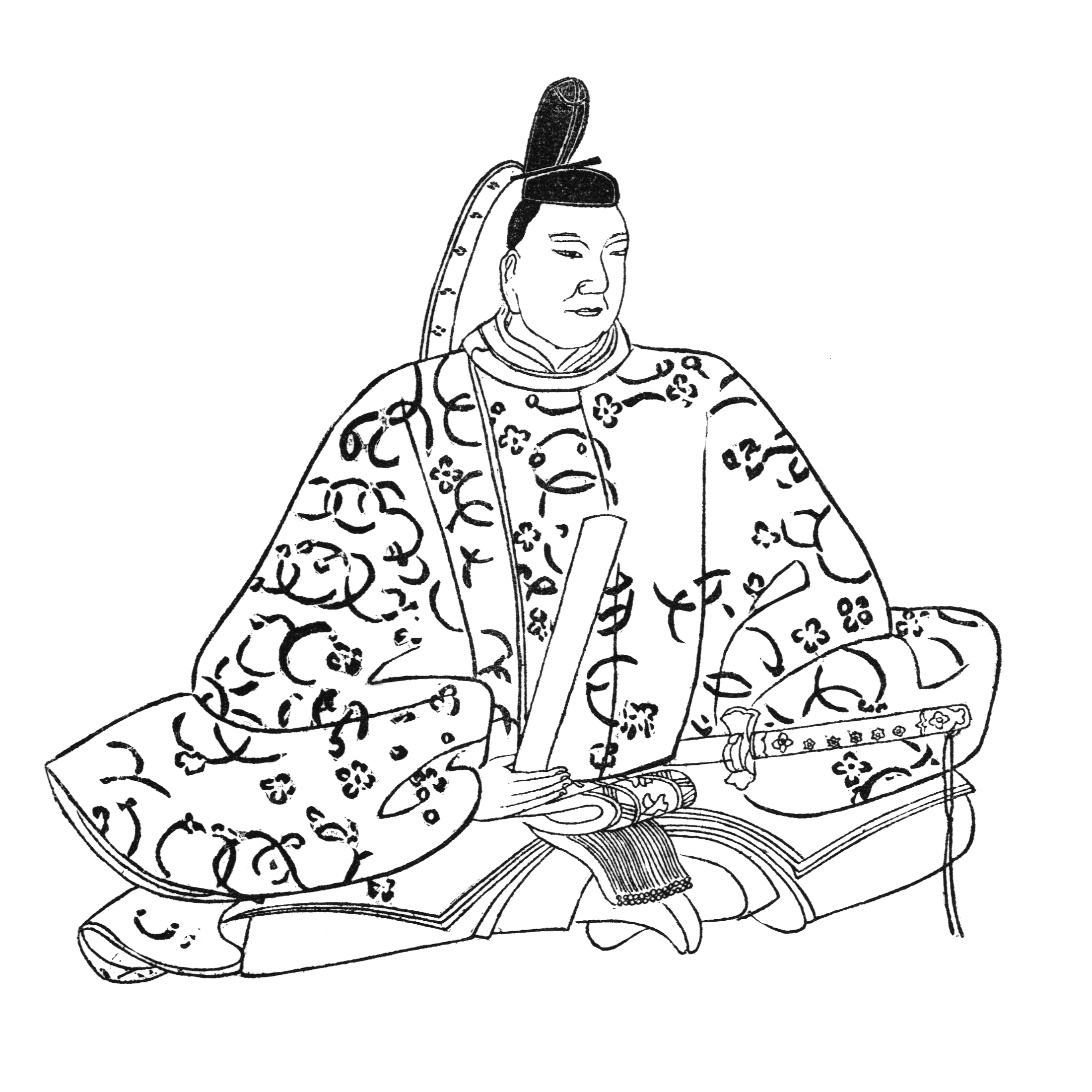
Минамото но Ёсимицу

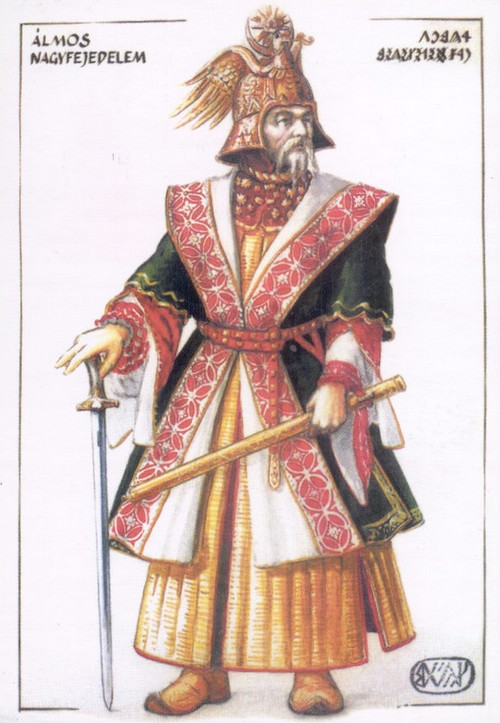
Альмош

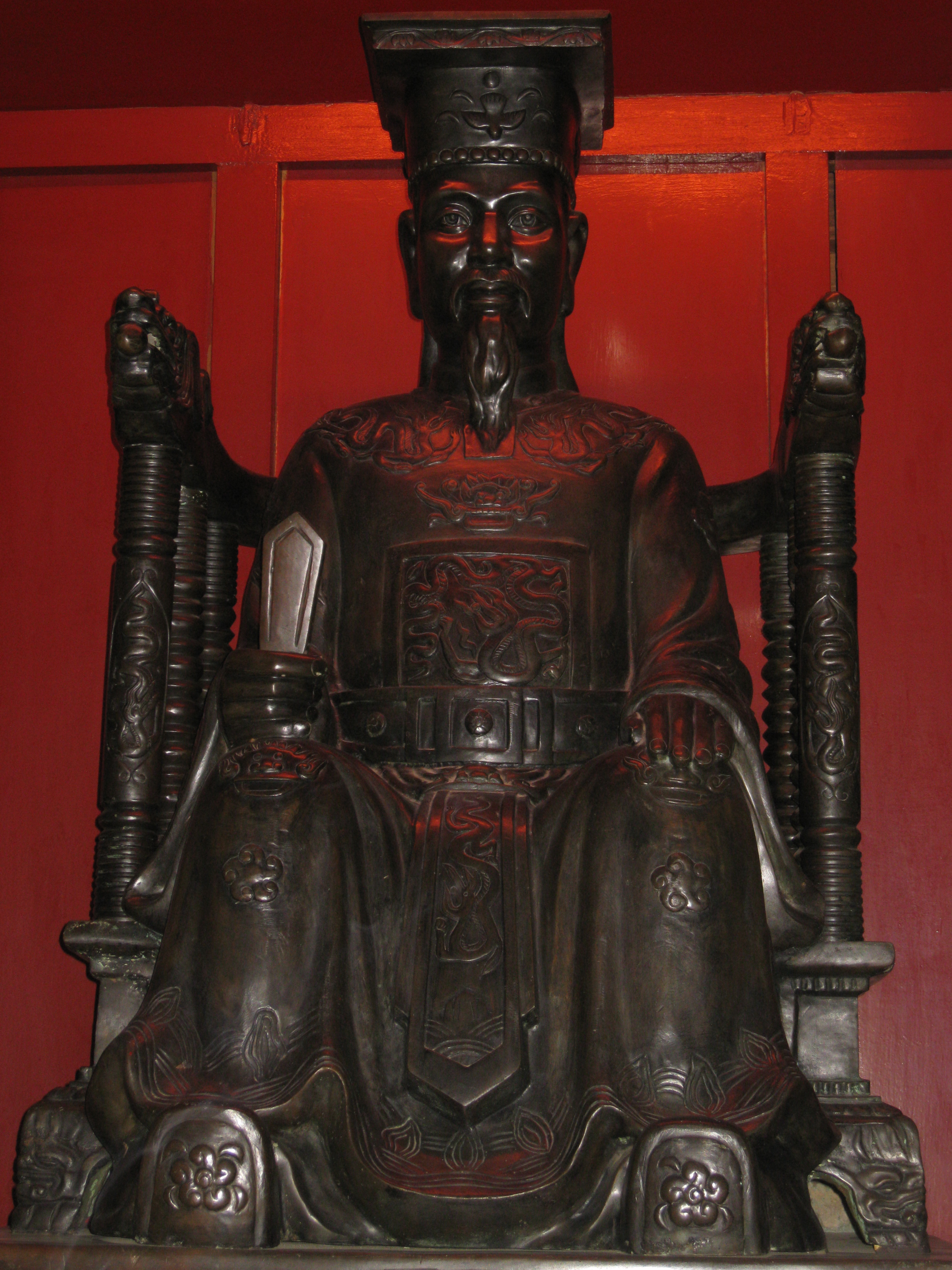
Ли Нан Тонг

В этой статье представлен список известных людей, умерших в 1127 году.
См. также: Категория:Умершие в 1127 году

## Январь
- 13 января — Готфрид Каппенбергский[нем.] — граф Каппенберга (Вестфалия), святой католической церкви[1].
- 16 января — Ричард де Беомис[англ.] — епископ Лондона (1108—1127).

## Февраль
- 7 февраля — Фрау Ава — австрийская монахиня-бенедиктинка, религиозная поэтесса.
- 22 февраля — Дитрих II фон Винценбург[нем.] — епископ Мюнстера (1118—1127).

## Март
- 1 марта — Гильом (Вильгельм) III Дитя — пфальцграф Бургундии и граф Макона (1125—1127). Убит.
- 2 марта — Карл I Фландрский — граф Фландрии (1119—1127), участник первого крестового похода,святой римско-католической церкви. Убит
- 22 марта — Генрих — князь бодричей (1093—1127).
- 28 марта — Брячислав Святополчич — один из младших сыновей Святополка Изяславича.

## Апрель
- 30 апреля — Гвальфардо Веронский[итал.] — отшельник, святой римско-католической церкви[2].

## Май
- 16 мая — Святой Жан из Ле-Босе[фр.] — отшельник из Ле-Босе, святой римско-католической церкви.
- 17 мая — Готтфрид фон Фальмагне[нем.] — архиепископ Трира (1024—1027).

## Июль
- 25 июля — Вильгельм II —  герцог Апулии и Калабрии (1111—1127).
- Ибн аль-Сид из Бадахоса — андалусский арабский филолог и философ, глава школы в Валенсии.

## Август
- 12 августа — Иордан[англ.] — граф Ариано, из-за подавления мятежа которого герцог Вильгельм II лишился Калабрии.
- 15 августа — Ричард де Капелла[англ.] — епископ Херефорда (1121—1127).
- 27 августа — Ульрих I — епископ Констанца (1111—1127).

## Сентябрь
- 1 сентября — Альмош — венгерский принц, король Хорватии (1091—1093), нитранский князь (1096—1108), претендент на венгерский трон.

## Октябрь
- 14 октября — Генрих II фон Верл[нем.] — архиепископ Падерборна (1090—1127).

## Ноябрь
- 17 ноября — Годбальд[англ.] — епископ Утрехта (1114—1127).
- 25 ноября — Минамото но Ёсимицу — японский самурай, который разработал Айки-дзюдзюцу.

## Декабрь
- 19 декабря — Жордан II — князь Капуи и граф Аверсы (1120—1127).
- 23 декабря — Изяслав Святополкович — русский князь.

## Дата неизвестна или требует уточнения
- Альберт из Монтекорвино — епископ Монтекорвино (Апулия), святой римско-католической церкви[3].
- Амир Муиззи — персидско-таджикский поэт. Дата смерти предположительна.
- Арсений Икалтоели — грузинский святой, церковный деятель, теолог, каллиграф, переводчик и духовный писатель.
- Ральф Бассет — королевский юстициарий (с ок. 1116), родоначальник рода Бассетов.
- Генрих Кокетский[англ.] — святой римско-католической церкви[4].
- Кутб ад-Дин Мухаммед I — хорезмшах (1097—1127).
- Ли Нан Тонг[англ.] — император Вьетнама из династии Ли (1072—1127).
- Масуд ибн Ак-Сонкур[фр.] — последний сельджукский атабек Мосула (1026—1027).
- Стефан Омальский — граф Омальский (1115—1127), участник первого крестового похода.
- Императрица Ренхуэй[англ.] — императрица-консорт Китая (1126—1127), жена императора Цинь-цзуна из династии Сун.
- Аль-Тартуши[англ.] — исламский юрист.
- Фульхерий Шартрский — французский священник, хронист 1-го крестового похода. Автор сочинения «Иерусалимская история».
- Херлука из Бернрид[нем.] — святая римско-католической церкви.
- Эмери V де Туар — 14-й виконт Туара (с 1123).